# USS Leopold (DE-319)
«Леопольд» (англ. USS Leopold (DE-319) — військовий корабель, ескортний міноносець класу «Едсалл» військово-морських сил США за часів Другої світової війни.
«Леопольд» був закладений 24 березня 1943 року на верфі Consolidated Steel Corporation в Оранджі, у штаті Техас, де 12 червня 1943 року корабель був спущений на воду. 18 жовтня 1943 року він увійшов до складу ВМС США.
Ескортний міноносець «Леопольд» брав участь у бойових діях на морі в Другій світовій війні, супроводжував транспортні конвої союзників в Атлантиці.
За бойові заслуги, проявлену мужність та стійкість екіпажу в боях «Леопольд» удостоєний нашивки за участь у бойових діях та медалі «За Європейсько-Африкансько-Близькосхідну кампанію».

## Історія служби
Після чотирьох днів тренувань у районі Чесапікської затоки для офіцерів та основного екіпажу для супроводу нових міноносців, 24 грудня 1943 року «Леопольд» вийшов із каналу Тімбл-Шол у складі оперативної групи 61 (TF 61), супроводжуючи конвой UGS 68 у Середземне море. 30 грудня «Леопольду» було наказано йти в тил конвою і шукати моряка, про якого повідомлялося, що він впав за борт одного з кораблів конвою.
1 березня 1944 року «Леопольд» вийшов у другий бойовий похід з Нью-Йорка — як частина CortDiv 22 — разом із конвоєм CU 16 із 27 суден, що прямував до Британських островів. 8 березня він повідомив про перехоплення сигналу КХ/ПЧ, який вказував на ворожий підводний човен на шляху конвою. Через це маршрут був змінений. 9 березня, перебуваючи на південь від Ісландії, ескортний міноносець повідомив про радіолокаційний контакт у 7 милях (11 км) на південь від конвою. За допомогою супроводжуючого міноносця «Джойс» «Леопольд» вийшов на перехоплення ворожої субмарини. Коли американці випустили сигнальну ракету вони побачили німецький підводний човен, що був майже занурений, і вистрелив з торпедного апарату по противнику. В «Леопольд» влучила акустична торпеда, випущена з U-255. Незабаром після ураження торпедою екіпаж «Леопольда» почав покидати корабель, який розламався навпіл і затонув.